# 22366 Flettner
22366 Flettner è un asteroide della fascia principale. Scoperto nel 1993, presenta un'orbita caratterizzata da un semiasse maggiore pari a 2,8813443 UA e da un'eccentricità di 0,0690689, inclinata di 2,59513° rispetto all'eclittica.